# Elvina Podchernikova-Elvorti
Elvina Mikhailovna Podchernikova-Elvort, en ruso: Эльвина Михайловна Подчерникова-Эльворти, (Kostromá, 7 de octubre de 1928-Moscú, 23 de diciembre de 2014) fue una artista de circo, domadora y figura pública rusa, reconocida como Artista de Honor de la Federación Rusa en 1968 y Artista del Pueblo de la Federación Rusa en 1994.

## Trayectoria
Elvorti nació en el seno de la familia de Nina Andreevna Podchernikovs y Mikhail Dmitrievich. Elvorti era el seudónimo circense de la familia Podchernikov, que más tarde se convirtió en su apellido oficial.
Su madre, después de terminar la escuela superior de música, trabajó en los años 1947 y 1957 como profesora en el zoológico y a partir de 1958 dirigió la parte de producción en circos. Su padre, condecorado como Artista de Honor de la Federación Rusa en 1939, trabajó en el circo en 1922 con un número de barra que realizó con M. Oltens, entre 1923 y 1943 como director y receptor de números de vuelo aéreo, entre 1943 y 1947, como domador de osos polares en la atracción «Sobre el hielo ártico». Desde 1947 fue director de circos itinerantes.  Su hermano, Yuri (1945), después de graduarse en la escuela superior de circo y artes de variedades, trabajó como acróbata, fue el jefe del espectáculo Tableros plegables, participó en el excéntrico número en miniatura Cheburashka y después de jubilarse fue asistente en la atracción Funny Bears.
A partir de 1943, Elvorti,  trabajó con su padre en la atracción «Sobre el hielo ártico» con osos polares y aprendió de la experiencia de su padre como domador. Durante la guerra, participó en giras circenses con los espectáculos de su padre y en conciertos en hospitales de Sarátov, Kazán, Kostromá, Kaliningrado, Yaroslavl y Gorki.
Desde de 1947, actuó como artista ciclista (velofigurista) en el espectáculo de su marido, Wilhelm Asmus Wihelmovich (Briansk, 1928-2011) que había iniciado en 1942 con el número Velofiguristas de Vartanov.  Su hijo Yuri Vilgelmovich Elvorti (1948), se graduó en el Instituto de Cultura Física de Moscú y en 1973 trabajó en el grupo ciclista de su padre, en el número de gimnastas en los anillos de Filatov. Se casó con Ilona Viktorovna Elvorti-Filatova (1956), y crearon juntos Pájaros, que contiene trucos originales con pájaros, perros y osos.
En 1952, aceptó a un grupo de osos pardos amaestrados por Boris Eder. Como guionista y directora, preparó con el espectáculo «Funny Bears», con el que estuvo de gira durante 45 años. Los osos realizaban divertidos y complejos trucos sobre dos cuerdas paralelas a 5 metros de altura. Fue autora y productora de obras infantiles, como: El cuento del mago de invierno, Las aventuras de la princesa Nezabudki, entre otros.
Formó parte del comité sindical de la Compañía Estatal Rusa de Circo durante más de 40 años. Desde 1993, dirigió la organización pública regional Sociedad de Artistas de Circo Discapacitados Beneficencia y Caridad. Su motivación fue que su padre estuvo paralítico durante 20 años por haber sido atacado por osos polares.
Murió el 23 de diciembre de 2014 a la edad de 86 años. Fue enterrada en el cementerio de Vostryakovskoe junto a su padre y su marido.

## Reconocimientos
Recibió la Medalla por Trabajo Distinguido el 27 de octubre de 1967, por méritos en el desarrollo del arte soviético, participación activa en la educación comunista de los trabajadores y muchos años de trabajo fructífero en instituciones culturales.  También fue nombrada Artista de Honor de la Federación Rusa, el 30 de septiembre de 1969. Años más tarde, el 1 de diciembre de 1994, fue galardonada como Artista del Pueblo de la Federación Rusa, por sus logros en el campo del arte circense y muchos años de trabajo en la empresa estatal Circo Ruso.